# بنجامين داي
بنجامين داي (بالإنجليزية: Benjamin Day)‏ هو ناشر وصحفي أمريكي، ولد في 10 أبريل 1810 في سبرينغفيلد في الولايات المتحدة، وتوفي في 21 ديسمبر 1889 في نيويورك في الولايات المتحدة.

## وصلات خارجية
- بنجامين داي على موقع الموسوعة البريطانية (الإنجليزية)